# Гусник, Якуб

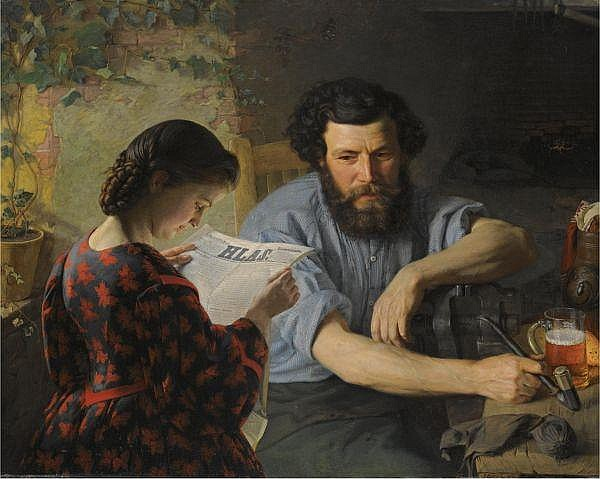
Я. Гусник. «Чтение газеты»

Якуб Гусник (чеш. Jakub Husník; 29 марта 1837, Вейпрнице, Австрийская империя (ныне района Пльзень-север, Пльзенского края Чешской Республики) — 26 марта 1916, Прага) — чешский художник, педагог, учёный и изобретатель в области фотомеханических способов репродуцирования.

## Биография
Якуб Гусник родился в многодетной семье лесника, был одним из десяти детей у родителей. После окончания Пражской неполной средней школы в 1853 году поступил в художественную академию, где встретил и подружился с Карелом Кличем (1841—1926), будущим художником-иллюстратором, увлекавшимся фотогравюрой, изобретателем способа глубокой печати.
Обучался живописи в Антверпене под руководством бельгийского профессора Ж. Лерюса. После своего возвращения на родину в 1863 году работал учителем в гимназии в г. Табор.
В 1877 году был назначен профессором рисования Высшей школы. Через год, ушел из школьной системы и основал фотоателье в Праге и мастерскую по цинкографии, организовал и вëл собственный независимый семинар по литографии.

## Научная деятельность и творчество
Живописец-портретист. Создал ряд жанровых полотен. Создал несколько живописных работ для церкви в Угриневец близ Праги.
Прославился как учëный. В 1868 году Якуб Гусник разработал один из художественных способов репродуцирования — фототипию
Известен также работами в области гелиографии, фотолитографии и фотоцинкографии. Им, в частности, была предложена репродукционная эмульсия с фтористым серебром, клише на слоях из фотографической желатины и хлорного железа (для высокой печати).
Совместно с профессором Шварцем, предложил «мокрый способ» обработки фотографий. В 1893 году усовершенствовал трехцветное воспроизведение для печати и получил на него первый патент.
Якуб Гусник — автор нескольких книг о своих изобретениях.
В 1908—1920 годах его сын Ярослав Гусник проводил эксперименты с автохромом.

## Почëтные звания
В 1907 году стал почëтным членом фотографического общества в Вене и Берлине.